# St. Laurentius (Hurlach)

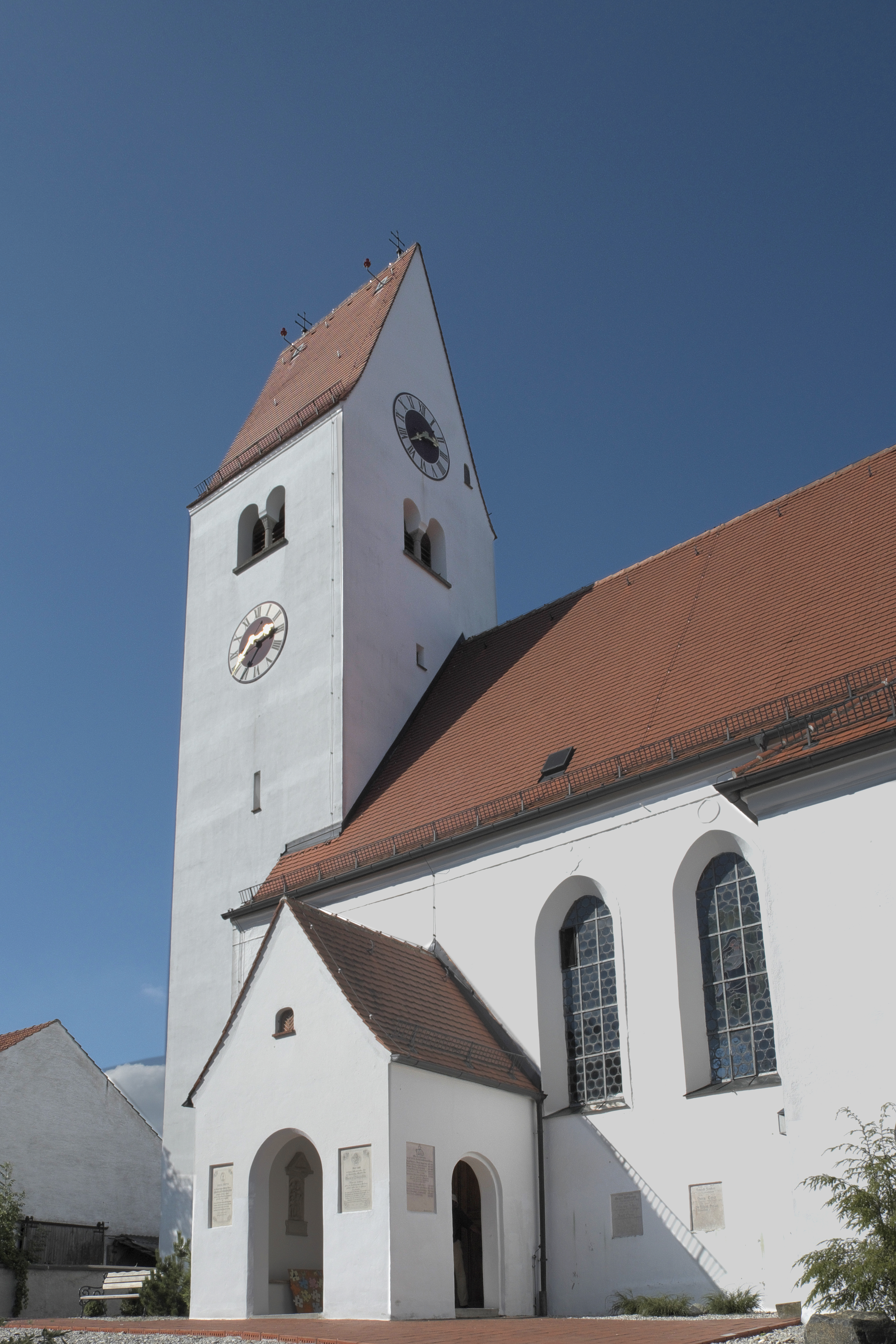
St. Laurentius in Hurlach

Die römisch-katholische Pfarrkirche St. Laurentius steht in Hurlach, einer Gemeinde im Landkreis Landsberg am Lech. Sie ist in der Liste der Baudenkmäler in Hurlach als Baudenkmal unter der Nr. D-1-81-126-1eingetragen. Die Kirche gehört zum Dekanat Landsberg des Bistums Augsburg. Schutzheiliger der Kirche ist Laurentius von Rom.

## Beschreibung
Die spätgotische Saalkirche wurde um 1500 erbaut und 1730 und 1763 barock umgestaltet. Sie besteht aus dem Langhaus, dem eingezogenen, dreiseitig geschlossenen Chor im Osten, der Sakristei an der Südwand des Chors, einem Vorbau mit dem Portal, auch Vorzeichen genannt, an der Südwand des Langhauses und dem im Kern romanischen Kirchturm im Westen. Im obersten Geschoss des aus der Längsachse nach Süden verschoben stehenden Turms befindet sich hinter als Biforien gestalteten Klangarkaden der Glockenstuhl. Die Zifferblätter der Turmuhr sind an der Ost- und Westseite an den Giebeln sowie im Süden unter den Biforien angebracht.
Drei Altäre und die Kanzel wurden 1756/57 aufgestellt. Der Hochaltar wird von den Skulpturen des Josef von Nazaret und des Johannes Nepomuk flankiert. Das Altarretabel gestaltete 1704 der Maler Andreas Wolff. Statuetten im Chor stellen die Beweinung Christi dar. Die Statuen des heiligen Sebastian und des Florian von Lorch werden Lorenz Luidl zugeschrieben.